# Ella Dvornik
Ella Dvornik (Zagreb, 23. prosinca 1990.) hrvatska je lifestyle blogerica, a u prošlosti se bavila i glazbom.

## Životopis
Ella Dvornik rođena je u Zagrebu 23. prosinca 1990. kao kći poznatog hrvatskog funk glazbenika Dina Dvornika i Danijele Dvornik (rođ. Kuljiš). Do kraja 2012. godine objavila je pet singlova, a na CD-u koji je izašao u prosincu 2012. nalaze se još četiri dotad neobjavljene pjesme. Najveću slavu postigla je pjesma Hentai koju je napravila u suradnji s Marinom Žunić poznatom i kao Marinna Soul zbog  provokativnog spota, kojim je Ella htjela osvojiti japansko glazbeno tržište. Spot je, kako je izjavila, bio parodija na estradnu scenu. Ella se u Japanu predstavila kao Eli E, a za pjesmu je sama na japanskom, koji je učila u privatnoj školi, napisala refren.
Uz pomalo već zaboravljenu glazbenu karijeru s kojom nije ostvarila veći uspjeh Ella danas često putuje i piše lifestyle blog. Godine 2016. njezin je blog I am Ella po izboru UK Blog Awardsa ušao u top tri najbolja bloga među 3000 prijavljenih.
Potpisnica je Deklaracije o zajedničkom jeziku, u kojoj se tvrdi da se u Hrvatskoj, Bosni i Hercegovini, Srbiji i Crnoj Gori govore nacionalne standardne varijante zajedničkog policentričnog standardnog jezika.
Danas živi između Zagreba i Londona, a početkom 2016. godine zaručila za Charlesa Pierca.[zastarjelo!]

## Diskografija

### Sayonara
1. Vrati mi sve[2]
2. Rođeni u krivo vrijeme[11]
3. Iznad Oblaka
4. Ljuta[12]
5. Mrak
6. Zauvijek kraj
7. Nek svi vode ljubav
8. Sayonara[13][14]
9. Pleši švabo pleši

## Privatni život
U vezi je s 13 godina starijim britanskim poduzetnikom Charlesom Pierceom i živi na relaciji Zagreb-London. Izjašnjava se kao ateist.
Ima dvije kćeri.

## Sinkronizacija
- "Zambezija" (2012.)
- "Izvrnuto obrnuto 2" (2024.)

## Vanjske poveznice
- Ella Dvornik u internetskoj bazi filmova IMDb-u (engl.)
- Ella Dvornik na Facebooku
- Ella Dvornik na Twitteru
- Ella Dvornik na YouTubeu
- Blog Elle Dvornik  Arhivirana inačica izvorne stranice od 13. srpnja 2020. (Wayback Machine)